# Dimissioni
Le dimissioni, nel diritto del lavoro italiano, sono l'atto con cui un lavoratore dipendente recede unilateralmente dal contratto di lavoro che lo vincola al datore di lavoro nel suo rapporto di lavoro.

## Evoluzione storica
Per contrastare l'abuso delle "dimissioni in bianco", il Parlamento aveva approvato la legge del 17 ottobre 2007, n. 188, recante Disposizioni in materia di modalità per la risoluzione del contratto di lavoro per dimissioni volontarie della lavoratrice, del lavoratore, nonché del prestatore d'opera e della prestatrice d'opera, su disegno di legge del Governo Prodi II che imponeva l'obbligo di redigere le dimissioni su apposito modello informatico, predisposto e reso disponibile da uffici autorizzati.
Dal 5 marzo 2008 secondo quanto disposto dalla legge predetta e dal relativo Decreto attuativo del 21 gennaio 2008, del Ministero del lavoro e della previdenza sociale di concerto con il Ministero per le Riforme e l'Innovazione nella Pubblica Amministrazione (pubblicato sulla G.U. n. 42 del 19 febbraio 2008), la procedura per le dimissioni andava eseguita obbligatoriamente on line sul sito del Ministero del lavoro e delle politiche sociali, pena la nullità delle dimissioni.
I moduli erano gratuiti, contrassegnati da un codice di identificazione progressiva, e avevano una durata limitata di quindici giorni. Dovevano essere compilati con gli identificativi del datore di lavoro, del dipendente e del contratto di assunzione. Il mancato rispetto della forma prescritta o l'uso di un modello "scaduto" comportava la nullità delle dimissioni.
Il codice progressivo, la data validata telematicamente, limitata a soli 15 giorni, assicuravano che non si trattasse di atti sottoscritti tempo prima e utilizzati a discrezione del datore di lavoro.
Per comunicare le dimissioni, il lavoratore doveva recarsi personalmente presso un intermediario abilitato dal Ministero del lavoro e della previdenza sociale, che aveva cura di compilare il modulo on line, vidimarlo con marca temporale tale da renderlo non falsificabile o alterabile, che doveva essere quindi consegnato al datore di lavoro.
Gli intermediari individuati dalla legge erano:
- le Direzioni Provinciali e Regionali del Lavoro,
- i Centri per l'Impiego,
- i Comuni,
- i Sindacati e i Patronati.

Per questi ultimi due enti era necessaria apposita convenzione, stipulata col Ministero del lavoro e delle politiche sociali.
Successivamente il Ministero del lavoro e delle politiche sociali aveva esteso a tutti i lavoratori che intendono presentare le dimissioni volontarie "autonomamente", ovvero senza l'ausilio di uno dei predetti intermediari, la possibilità di registrarsi al Sistema informatico compilando un apposito modulo, ed effettuando le operazioni da soli.
La legge prevedeva che l'obbligo di comunicare le dimissioni attraverso l'utilizzo del predetto modulo ministeriale riguardasse i seguenti soggetti, i quali giuridicamente non erano tutti da considerare "lavoratori":
- lavoratori subordinati, ai sensi dell'art. 2094 del codice civile (compresi i dipendenti della Pubblica amministrazione, lavoratori agricoli, le lavoratrici domestiche, ecc.);
- collaboratori coordinati e continuativi, anche a progetto (cosiddetti co.co.co. o co.co.pro.) ai sensi dell'art. 61, comma 1, D. Lgs. n. 276/2003;
- lavoratori con contratti di natura occasionale (cosiddetto mini co.co.co.), ai sensi dell'art. 61, comma 2, D. Lgs. n. 276/2003;
- gli associati in partecipazione con apporto di lavoro, ai sensi degli art. 2549 e ss. del codice civile;
- i soci di cooperative, ai sensi dell'art. 1, comma 3 della legge n. 142/2001.

Tuttavia nel giugno del 2008 il Governo Berlusconi IV, con Maurizio Sacconi ministro del Welfare, ha disposto, con il con decreto legge n. 112 del 25 giugno 2008, recante Disposizioni urgenti per lo sviluppo economico, la semplificazione, la competitività, la stabilizzazione della finanza pubblica e la perequazione Tributaria (conv. nella legge n. 133/2008), all'art. 39, comma 10, lettera l), l'abrogazione della legge n. 188/2007, e quindi l'intera disciplina delle dimissioni on line, con un regresso alla situazione precedente.

## Caratteristiche generali
Nell'ordinamento giuridico italiano, le dimissioni si configurano come una facoltà del lavoratore, che può essere esercitata senza alcun limite, con il solo rispetto dell'obbligo di dare il preavviso previsto dai contratti collettivi.
Le dimissioni consistono in un atto volontario del lavoratore. La volontà del dipendente non deve quindi essere viziata (ad esempio da altrui minacce o raggiri, da errore, da incapacità), pena l'annullabilità dell'atto.
L'atto ha effetto al momento in cui viene a conoscenza del datore di lavoro. Non rileva in alcun modo l'eventuale dissenso del datore. L'eventuale revoca delle dimissioni è efficace, secondo le regole generali (art. 1328 c.c.), solo se è comunicata al datore di lavoro prima che quest'ultimo abbia avuto notizia dell'atto di recesso.
La legge italiana non prevedeva forme particolari per le dimissioni, che potevano, quindi, essere presentate anche oralmente. I requisiti di forma sono, però, spesso dettati dai contratti collettivi, che possono imporre l'onore della forma scritta a tutela del lavoratore.

## Differenza col licenziamento
Sia le dimissioni che il licenziamento comportano la cessazione del rapporto di lavoro. Le conseguenze giuridiche dei due atti sono però profondamente diverse, specie sotto il profilo della tutela del dipendente. In caso di dimissioni, il lavoratore non ha diritto all'eventuale indennità di mancato preavviso (salvo il caso di dimissioni per giusta causa), nonché alla tutela specifica predisposta contro i licenziamenti illegittimi. Inoltre, in caso di dimissioni, non c'è l'indennità di disoccupazione erogata dall'INPS.

## Tipologie

### Dimissioni per giusta causa
In presenza di un grave inadempimento del datore di lavoro che rende impossibile la prosecuzione anche solo provvisoria del rapporto (es. mancata osservanza delle norme sulla sicurezza, demansionamento, condotte gravemente lesive dell'onore e della reputazione, reiterato mancato pagamento della retribuzione, ecc.), il lavoratore può dimettersi per giusta causa, senza l'obbligo di dare il preavviso.
Al lavoratore dimissionario per giusta causa spetta l'indennità sostitutiva del preavviso, come se fosse stato licenziato. Egli può inoltre richiedere l'indennità ordinaria di disoccupazione, in quanto il sopravvenuto stato di disoccupato involontario non gli è imputabile.
In tali frangenti è molto probabile la fase contenziosa con il datore di lavoro che non vuole riconoscere l'esistenza dei presupposti per le dimissioni per giusta causa: vi potrà perciò essere la necessità di un procedimento giudiziale che accerti la sussistenza dei requisiti che la giustificano. Il lavoratore può essere assistito nel processo con il gratuito patrocinio in presenza dei requisiti reddituali.

### Dimissioni incentivate
Il datore di lavoro può favorire le dimissioni del dipendente offrendo un incentivo economico per lasciare il posto di lavoro.
Tale condotta è considerata lecita in quanto l'iniziativa del datore di lavoro non priva il lavoratore della sua libertà di scelta.
Il rapporto di lavoro si estingue nel momento in cui il datore, ricevute le dimissioni, dà seguito al suo impegno corrispondendo al dipendente la somma offerta, oltre alle competenze retributive maturate.

### Dimissioni in bianco
Esse individuano la pratica illegale, tesa a obbligare i neoassunti a firmare una lettera di dimissioni priva di data, contestualmente alla sottoscrizione del contratto di lavoro. Scopo della lettera è quello di allontanare il dipendente senza corrispondere alcuna indennità, e per qualsiasi motivo, essendo palese l'intento ricattatorio da parte del datore di lavoro.
Il lavoratore, passato a tempo indeterminato, al termine del periodo di prova, può inviare al datore tramite lettera raccomandata una diffida dall'utilizzare le dimissioni in bianco firmate. La diffida avrebbe in futuro valore legale di prova per questa pratica illegittima. L'onere probatorio grava, infatti, sul lavoratore, che deve dimostrare di essere stato costretto a firmare delle dimissioni, non di sua spontanea volontà.
Il lavoratore può cautelarsi dalle dimissioni in bianco con un'analoga scrittura privata nella quale dichiara che le dimissioni non sono mai corrisposte alla sua reale volontà e sono state sottoscritte dietro pressioni indebite del datore, e per tali motivi rappresentano un atto vessatorio e nullo per forma e sostanza, distinto e privo di efficacia sul contratto di assunzione individuale che resta vigente. La scrittura può essere autenticata e depositata presso un notaio, ovvero inviata con raccomandata A/R al datore e per conoscenza ad almeno un soggetto terzo, in modo da certificare anche il contenuto, oltre all'invio e ricezione della stessa.
Il D.Lgs. 15 gennaio 2016, n. 7 ha depenalizzato, fra gli altri, il reato di falsità in foglio firmato in bianco-atto privato (art. 486), per il quale era prevista la procedibilità a querela di parte, riducendolo a illecito civile punito con una multa salata e il risarcimento del danno.

Sempre a marzo 2016, è divenuta operativa la procedura telematica per l'invio delle dimissioni tramite il sito del Ministero del Lavoro, l'unica ammessa che toglie validità ed efficacia alle dimissioni presentate in formato cartaceo, eliminando all'origine il rischio di "dimissioni in bianco".
Il ddl lavoro del 13 dicembre 2024 ha introdotto la risoluzione del rapporto di lavoro per volontà del lavoratore (non il licenziamento) quando l'assenza ingiustificata del lavoratore si protrae oltre il termine previsto dal contratto o, se non previsto, oltre i 15 giorni.